# Beregvár
Beregvár (ukránul: Карпати) falu Ukrajnában, Kárpátalján, a Munkácsi járásban.

## Fekvése
Munkácstól északkeletre, Szentmiklós északi szomszédjában fekvő település.

## Története

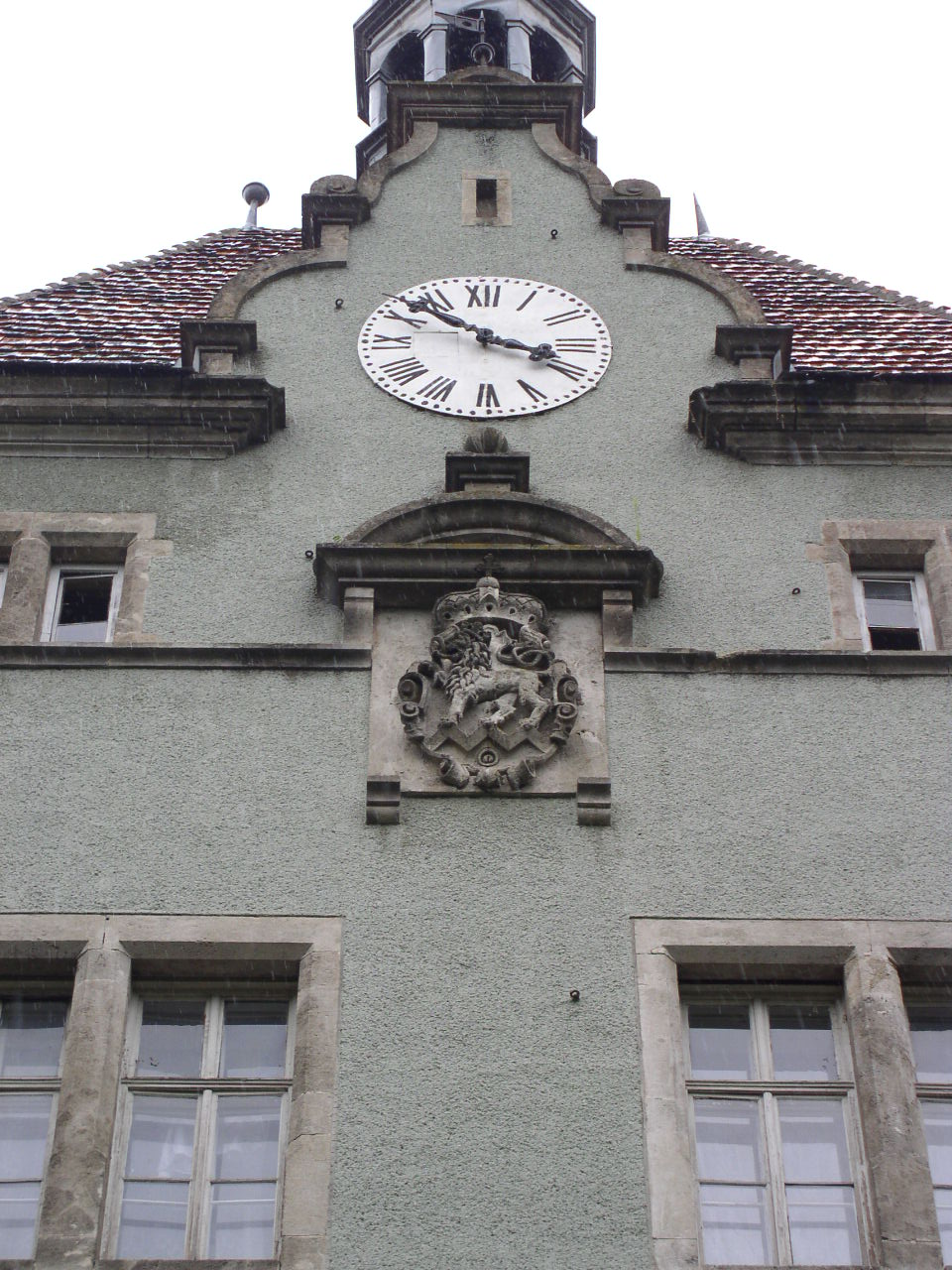

A környék 1711 előtt a Munkácsi uradalom része és a Rákóczi-család birtokában volt. azonban az osztrák császári udvar a Rákóczi-szabadságharc után 1711-ben elkobozta a Rákócziak itteni uradalmát is, így a száműzött fejedelem e birtokai is a császári koronára szálltak, akárcsak Vay Ádám, Visky Sámuel, Krucsay István és a többi Rákóczihoz hű főurak birtokai. Az elszegényedett jobbágysággal rendelkező munkácsi uradalom kezdetben a szepesi kincstári igazgatóság kezelésébe került, de a gondatlan és szakszerűtlen gazdálkodás következtében alig adott jövedelmet.
1726-ban VI. Károly osztrák császár gróf Schönborn Lothár Ferenc mainzi érseknek és választófejedelemnek adományozta az uradalmat az uralkodói ház iránt tanúsított hűsége és a császári seregnek felajánlott adományai jutalmazásául, a munkácsi vár kivételével, melyet a császár magának és utódainak tartotta fenn. Az uradalom 1944-ig maradt a Schönborn család birtokában.

## Népessége
A 2001-es népszámlálás során a lakosság elérte a 475 főt, melynek 96,6%-a ukrán, 1,7% orosz, 1,3% magyar, 0,4% örmény anyanyelvűnek vallotta magát.

## Nevezetességek
- Schönborn-kastély  - A kastélyt Z. Gresserson tervei alapján a környék legmagasabb pontjára a 19. század utolsó évtizedeiben: 1890-1895 között építették fel egy18. századi fából készült udvarház, vagy vadászkastély helyén, az akkor divatos angol Tudor-féle stílusban. Díszes óratornya háromemeletes, az oldalszárnyak egyemeletesek.

A kastélyhoz tartozó 50 hektáros park Kárpátalja legnagyobb és legszebb tájépítészeti együttese. A parkban a Kárpátok őshonos növényzete mellett egzotikus fák, bokrok szebbnél szebb példányai is megtalálhatók, a park közepén pedig az itt kialakított kristálytiszta vizű tóban ritka vízi növények pompáznak, de csodálatosak a kastély körül ültetett nyírott bokrok, növénysövények, színpompás virágágyások is.
A kastélyban jelenleg szanatórium működik. Parkja látogatható.